# Épaulette (militaire)
Pour les articles homonymes, voir épaulette.

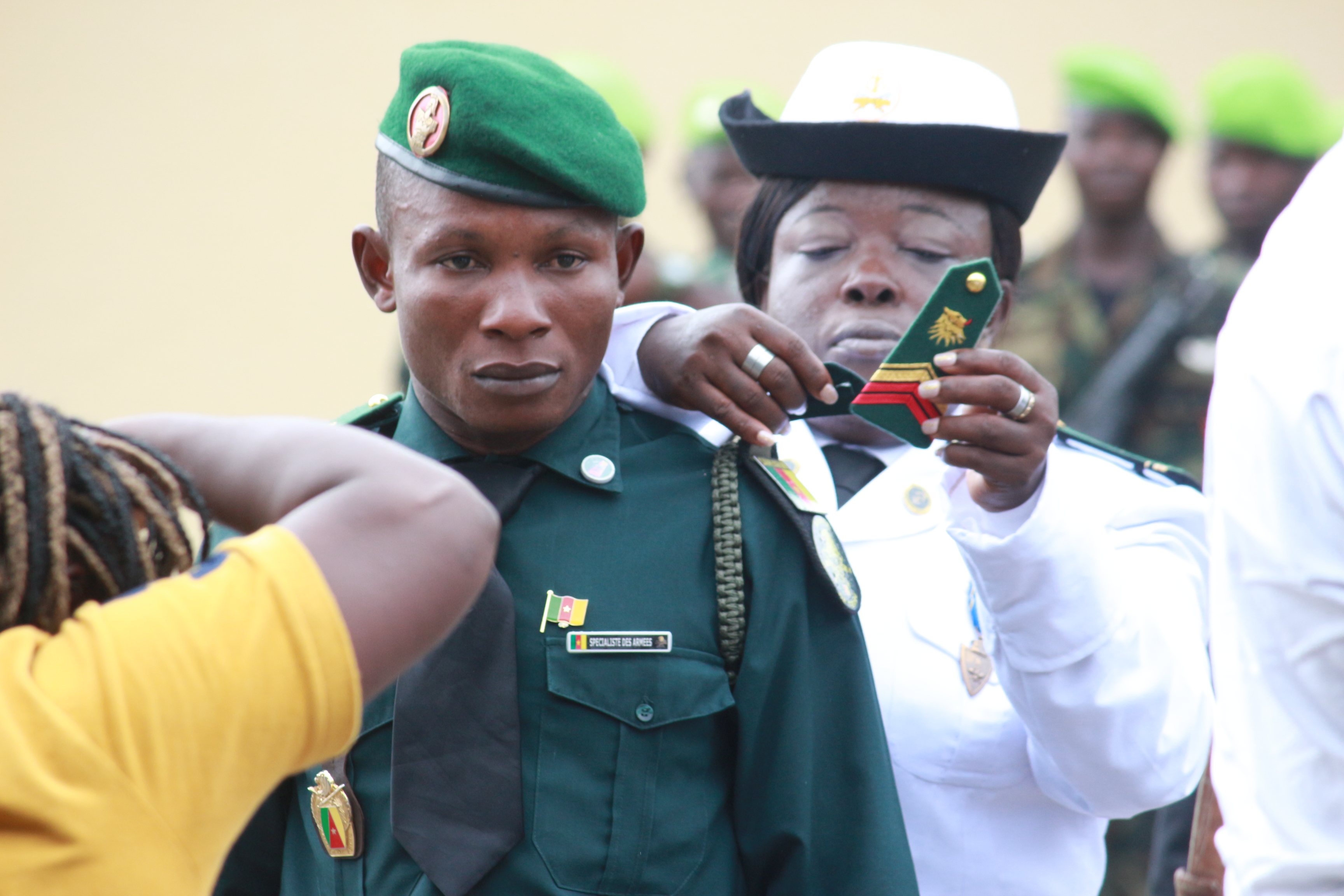
Remise d'épaulette à un soldat camerounais.

L’épaulette est un ornement de passementerie situé sur l'épaule d'un uniforme militaire. Les épaulettes sont différentes selon les armes et les grades.

## Forme et évolution

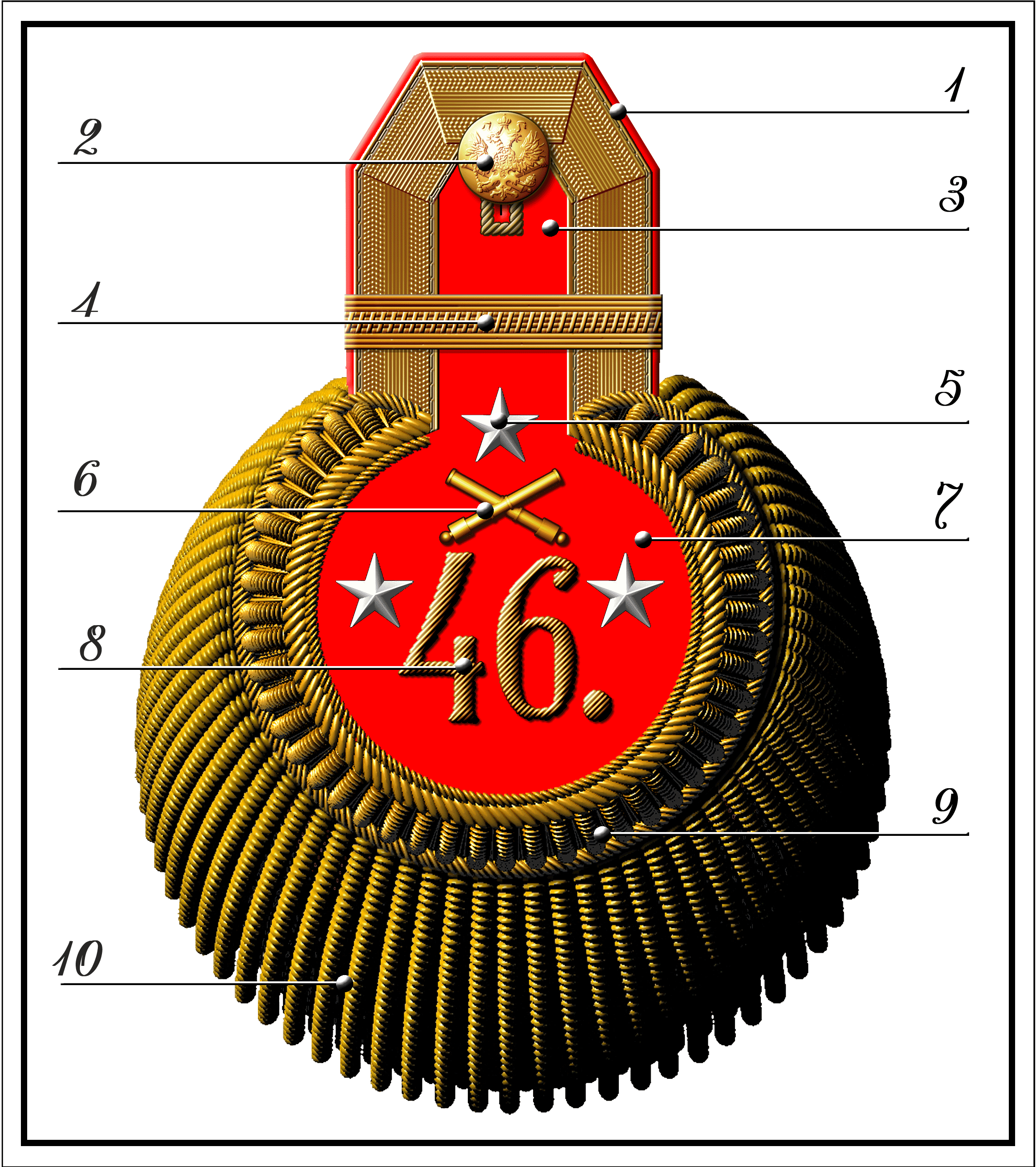
Composition d'une épaulette (lieutenant-colonel, 46. brigade d'artillerie, empire russe):
2. Button
4. Attente ou passente
7. Corps ou ecusson
9. Tournante
10. Frange

L’épaulette, à l'origine, était une plaque de renfort destinée à protéger l'épaule des coups de sabre ou d'épée.
Elle a également pris la forme, plus tardivement, d'une patte de tissu (bretelle) fixée sur l’épaule gauche pour tenir la sangle de la giberne ou du baudrier
Cet accessoire a également reçu la fonction d'identifier le grade militaire de celui qui la portait : les officiers portaient des épaulettes faites de fil métallique tressé, alors que la troupe était dotée d'épaulettes en laine. Cette distinction entre les catégories de grades est valable dans la majorité des armées du monde et a subsisté par la suite dans de nombreux insignes militaires.

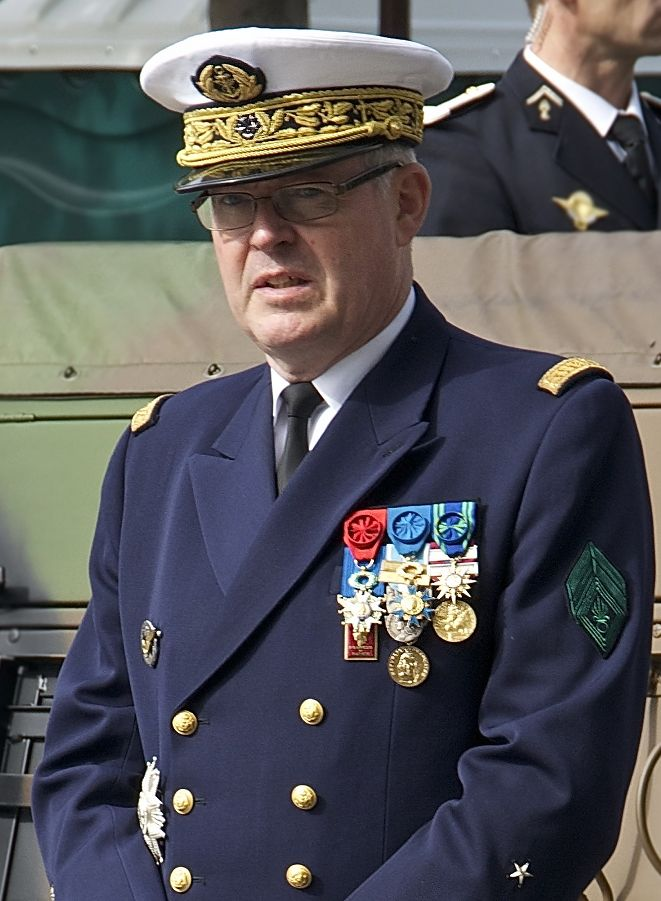
L'épaulette laisse symboliquement la place à une simple attente brodée: Amiral Édouard Guillaud

Jusqu’au début du XIXe siècle, les épaulettes sont à franges souples.
Les épaulettes sont attachées à l'épaule par un passant ou par une patte de tissu parallèle à la couture d'épaule (appelée « attente ») et par un bouton proche du col. Dans certaines tenues militaires (exemple : tenue de général en France depuis 1945), l'épaulette laisse symboliquement la place à une simple attente brodée,.

## Histoire

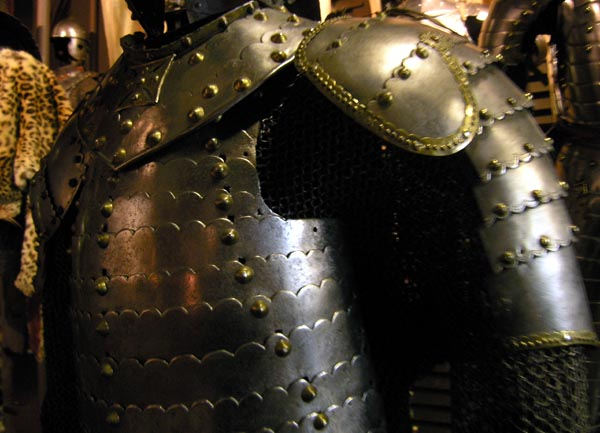
Épaulière d'armure

Au Moyen Âge, l’épaulière en fer de l’armure protégeait l’épaule et une partie du torse.
En France c’est le Maréchal de Belle-Isle, qui instaure par le règlement de 12 janvier 1759 des épaulettes d'or ou d'argent comme insigne de grade pour les officiers. La forme fut précisée par l'ordonnance de 10 décembre 1762 et modifiée par l'ordonnances de 25 avril 1767 et 21 février 1779. Les épaulettes vont être adoptée par tous les corps d’arme sauf par les hussards.
Au Royaume-Uni, l'épaulette a été officiellement incorporée dans les règlements d’uniformes en 1795, bien que quelques officiers les aient portées avant cette date.
Autrefois porté sur le champ de bataille, l'épaulette est aujourd’hui généralement réservée à l'uniforme d’apparat.

## Couleur et grade
L’infanterie porte les épaulettes en or, la cavalerie en argent, les grenadiers en laine rouge, les voltigeurs en laine jaune et en laine verte pour les fusiliers.
Les épaulettes à « graine d'épinards » (grosse torsade) indiquent un grade d'officier supérieur.
Une épaulette associé à une contre épaulette indiquent un grade de lieutenant-colonel ou de chef de bataillon, selon le sens.
Deux épaulettes indiquent un colonel (ou a certaines époques un lieutenant-colonel lorsque l'or et l'argent sont panachés).
Les épaulettes comportent parfois des étoiles : 
- 7 étoiles = maréchal de France ;
- 5 étoiles = général d'armée (à partir des années 1920);
- 4 étoiles = général de corps d'armée (à partir des années 1920) ; général en chef sous le Premier Empire ;
- 3 étoiles = général de division (lieutenant-général sous l'ancien régime) ;
- 2 étoiles = général de brigade (maréchal de camp sous l'ancien régime) ;
- 1 étoile = adjudant-général sous le Premier Empire (brigadier du Roy sous l'ancien régime) ; grade supprimé depuis.

Les épaulettes à petites torsades métalliques fines et souples sont celles des officiers subalternes. Les sous-lieutenants portent l'épaulette à droite et les lieutenants l'épaulette à gauche (l'autre épaulette, dépourvue de franges, est appelée contre-épaulette), et deux épaulettes avec franges pour le grade de capitaine.
Les épaulettes à grosses torsades métalliques rigides sont celles des officiers supérieurs. Selon le même principe, les commandants (ou chefs d'escadron(s) ou de bataillon) portent l'épaulette complète à droite, les lieutenant-colonels à gauche, et les colonels en portent deux.

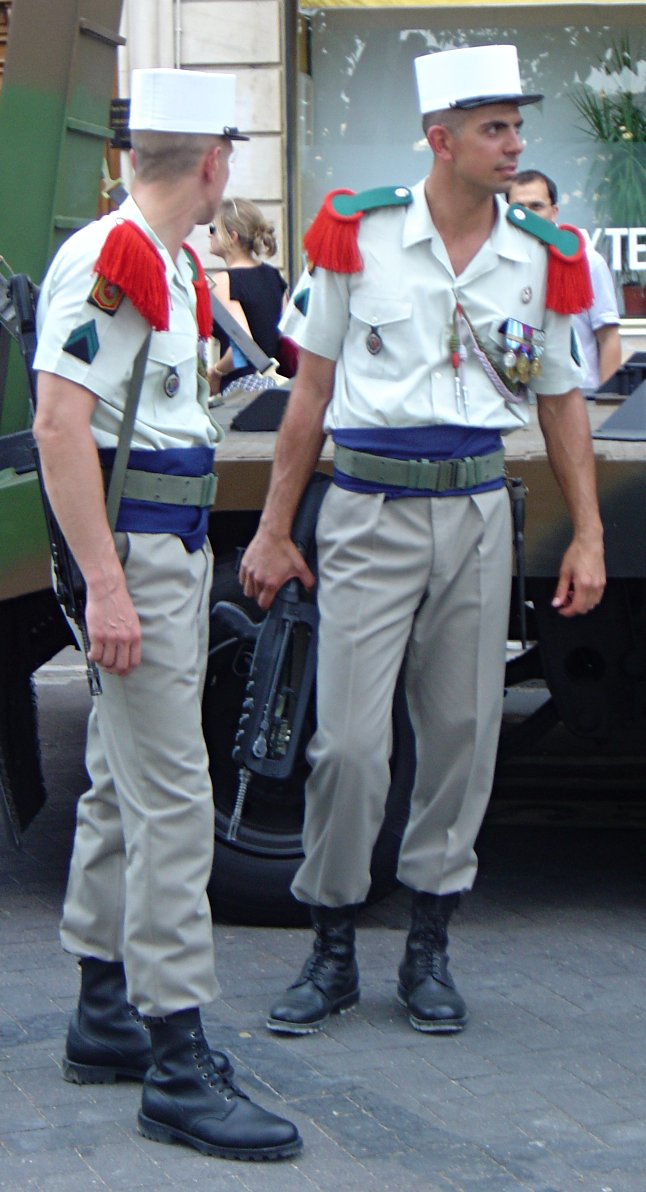
Légionnaires en uniforme. Epaulettes rouges à parement vert.
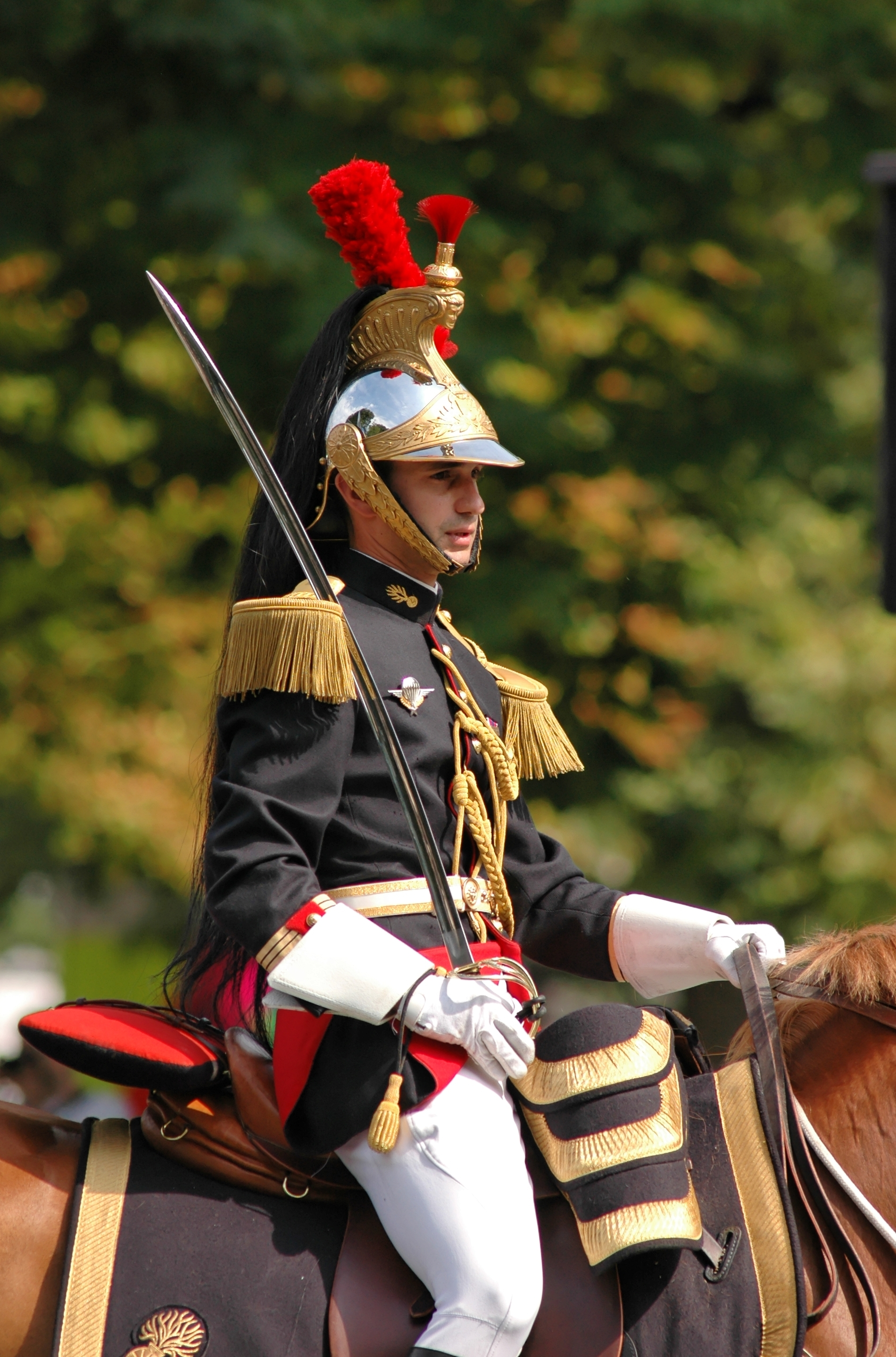
Capitaine de la Garde républicaine à cheval.
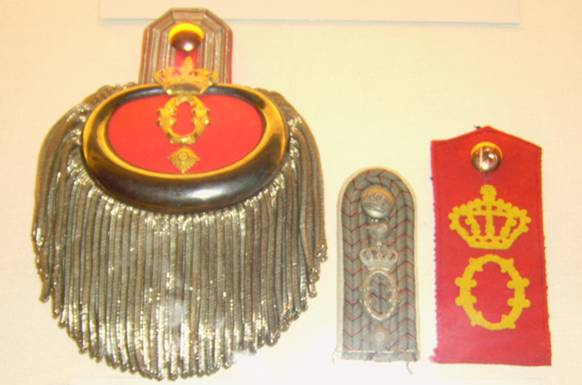
Epaulette et contre-épaulette Grenadier allemand.
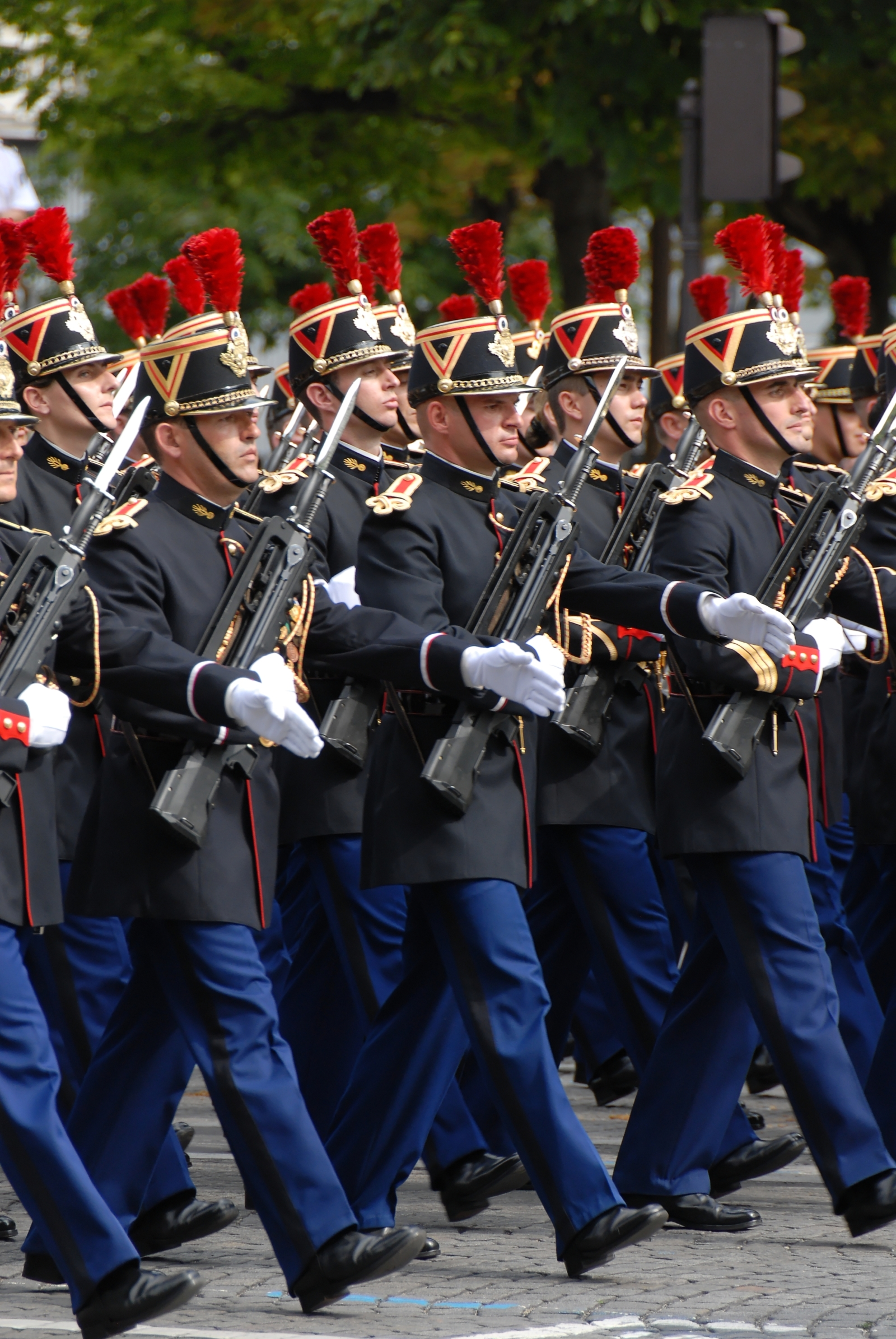
Epaulette en tréfle de la Garde républicaine.
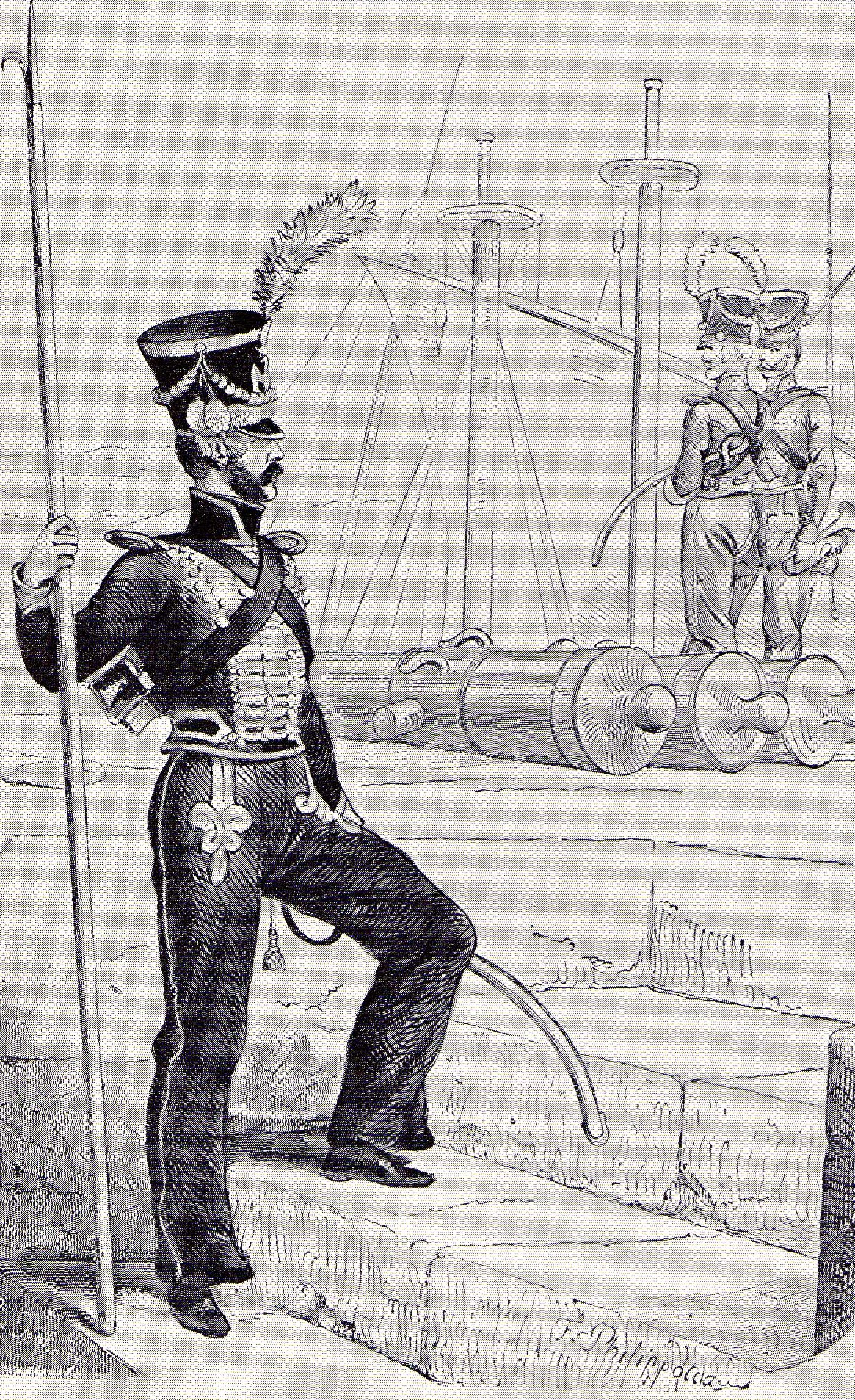
Marin de la garde 1810.
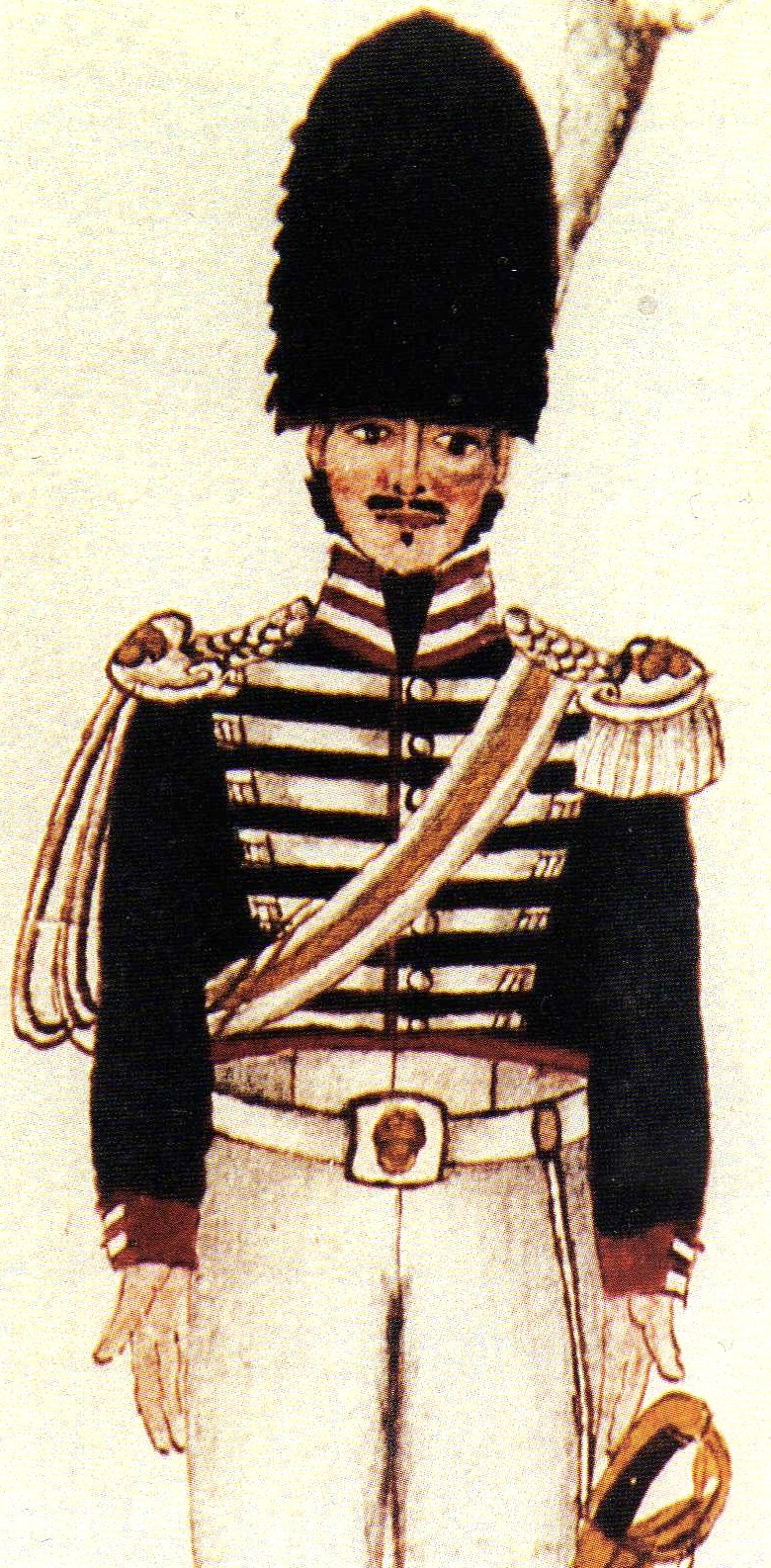
Cuirassier Naples.
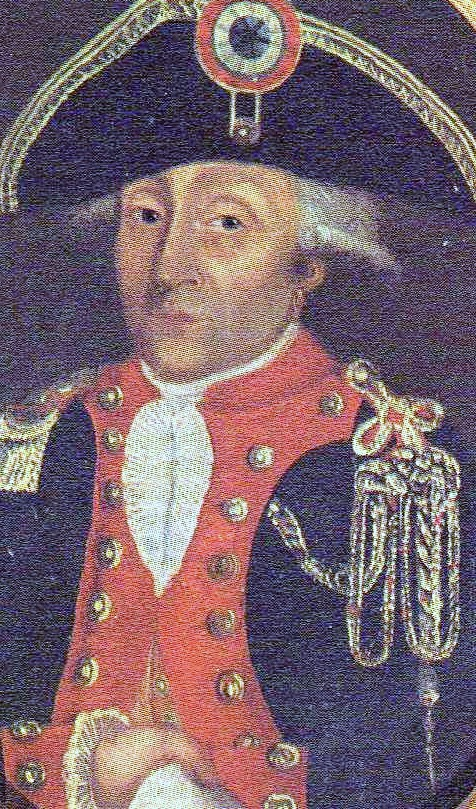
Officier de gendarmerie sous la révolution.
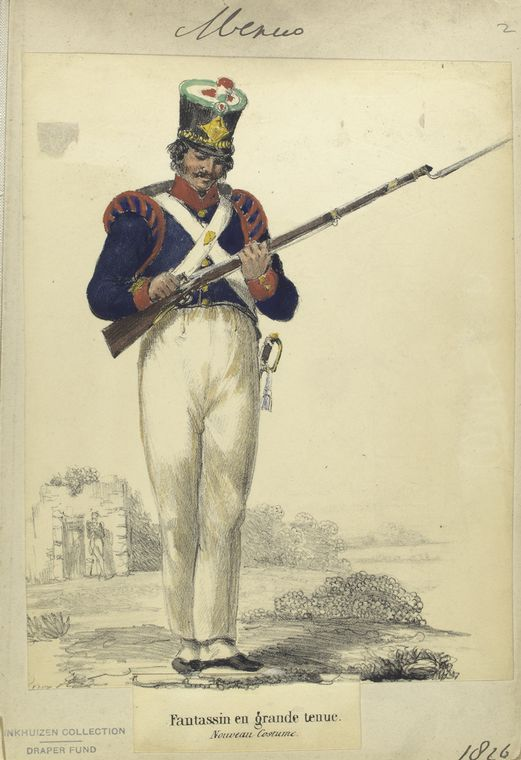
Fantassin mexicain 1816.
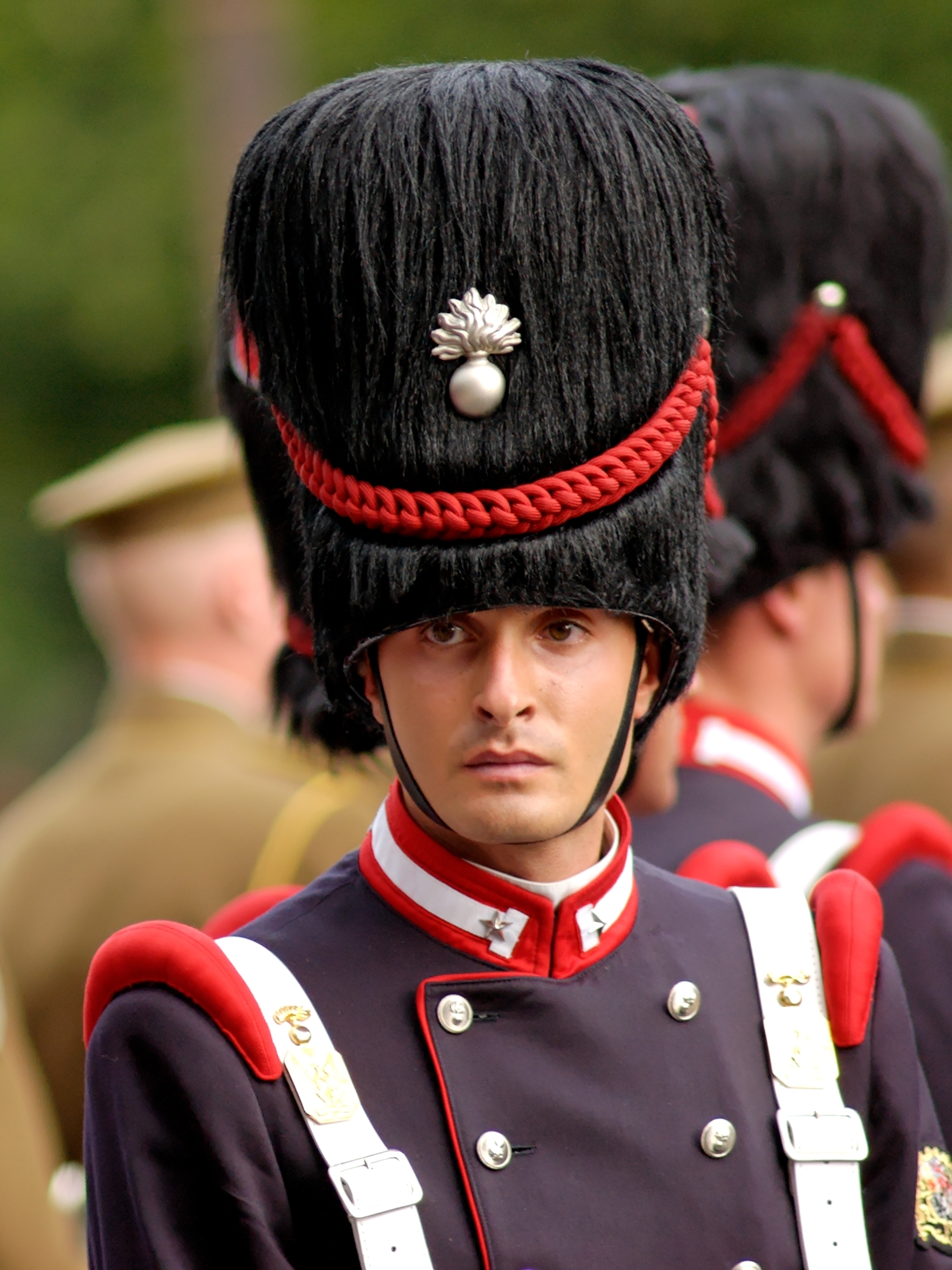
Grenadiers de Sardaigne.

Aujourd'hui, certaines unités de l'armée française possèdent encore cet attribut pour la tenue de défilé des militaires du rang :
- épaulettes rouges (garance) pour l'infanterie (il s'agit de celles de grenadiers du Premier Empire dont sont issus les fantassins d'aujourd'hui) ;
- épaulettes vertes à tournante jonquille pour les chasseurs à pied ;
- épaulettes rouges (écarlate) pour l'artillerie et l'artillerie de marine ;
- épaulettes jaunes pour l'infanterie de marine (il s'agit de celles de l'infanterie légère du Second Empire) ;
- épaulettes vertes à franges rouges pour la Légion étrangère ;